# Aphanogmus incredibilis
Aphanogmus incredibilis – gatunek błonkówki z rodziny Ceraphronidae.

## Zasięg występowania
Afryka, występuje w Zimbabwe.

## Biologia i ekologia
Gatunek ten wyhodowano z pluskwiaka Trioza erytreae z podrzędu piersiodziobych żerującego na cytrusach.